# Diplolepis
Pour l’article homonyme, voir Diplolepis (plante).
Genre
Synonymes
- Grisebachiella Lorentz[1]
- Sonninia Rchb.[1]

Diplolepis est un genre d'insectes hyménoptères cynipidés qui provoquent la formation de galles sur les rosiers sauvages dont les églantiers sur l'ensemble de l'écozone holarctique. Diplolepis rosae est l'espèce type de ce genre.

## Systématique

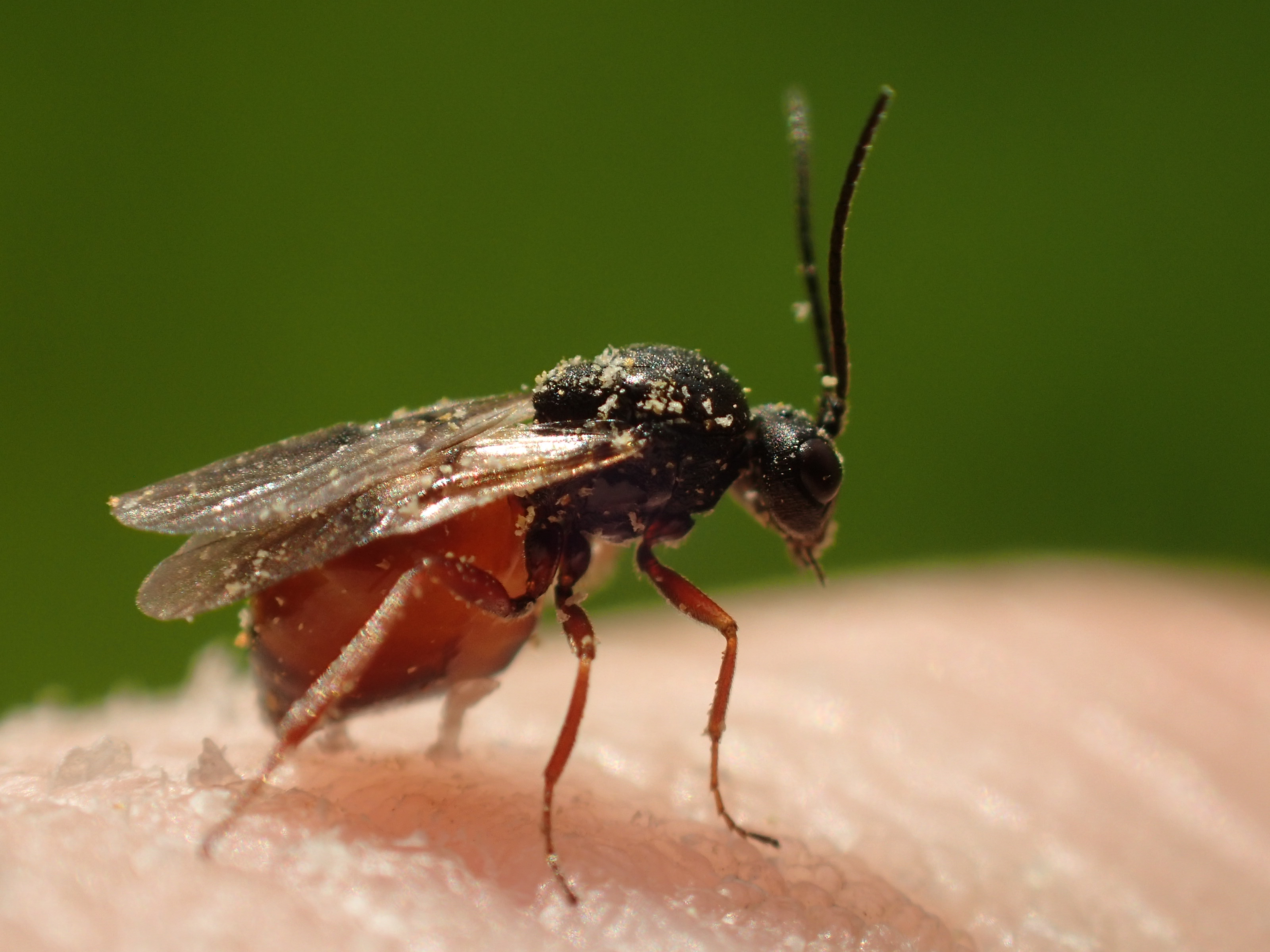
Femelle Diplolepis rosae, productrice du bédégar sur Rosa canina (Haute-Loire, France).

Comme l'ensemble de la famille des Cynipidae, les espèces de Diplolepis sont exclusivement phytophages. Comme la tribu Diplolepidini, elles induisent des galles exclusivement sur le genre Rosa et sont distribuées dans la région holarctique. La tribu Diplolepidini que forment Diplolepis et Liebelia est un groupe monophylétique caractérisé par une morphologie unique au sein des Cynipidae : la présence d'un sillon longitudinal sur la partie latérale du thorax nommée mésopleuron du mésosoma. Diplolepis et Liebelia se distinguent sur la base des caractères morphologiques suivants : chez Diplolepis, les antennes des femelles et des mâles sont de 12 à 15 segments et la cellule radiale de l'aile antérieure est fermée le long du bord ; tandis que chez Liebelia, les antennes sont de 16 segments et la cellule radiale de l'aile est ouverte,.

## Distribution
Le genre Diplolepis comprend six espèces européennes, dont certaines sont également présentes en Asie occidentale et au Maroc ; huit espèces du Paléarctique oriental et 31 espèces néarctiques.

## Description

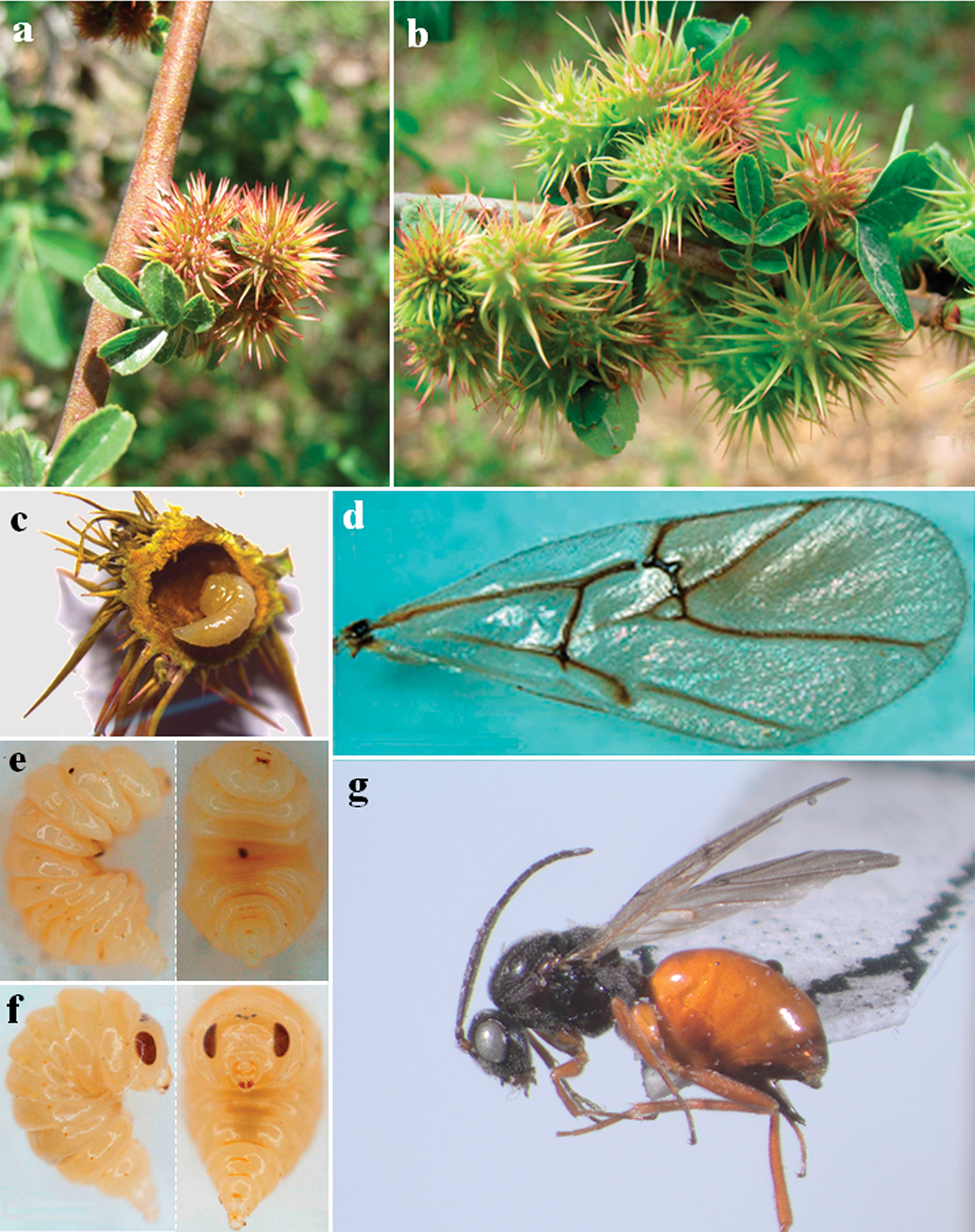
Diplolepis abei (Chine)

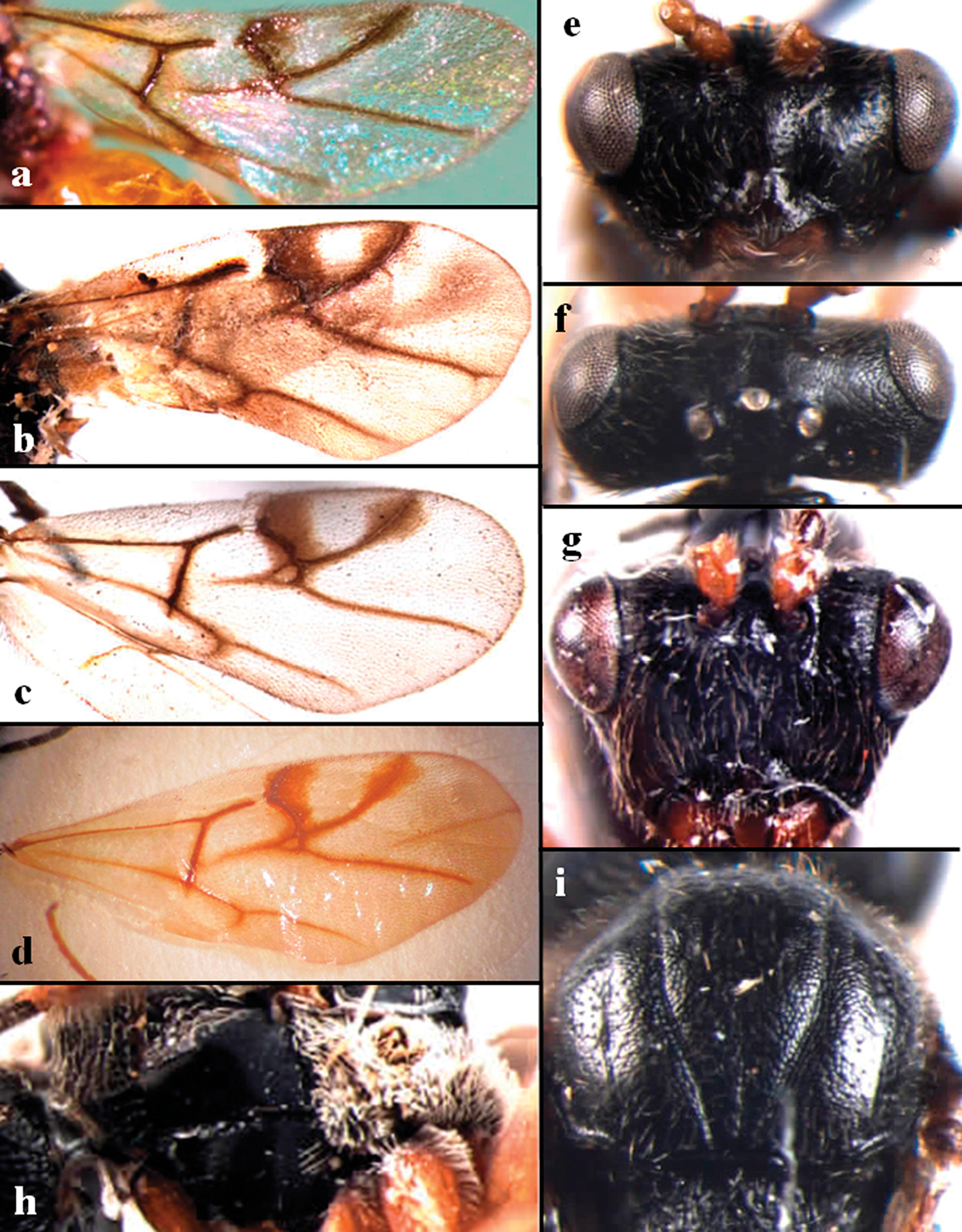
Quelques espèces de Diplolepis de Chine

Diplolepis est représenté par des petites guêpes mesurant de 3 à 6 mm de long colorées de l'orange complet au brun rougeâtre ou au noir. Les larves sont sans pattes et de couleur crème avec une tête faiblement définie. Il est morphologiquement caractérisé par une tête et un mésosoma noirs ou brun rougeâtre ; des antennes formées de 14 à 15 segments dans les deux sexes et ornées de flagellomères cylindriques relativement grands. Le pronotum est court dorsomédialement, la plaque pronotale étant peu prononcée, les sillons scutellaires faibles ou absents, le mésopleuron avec un sillon mésopleural large et crénelé, le propodeum rugueux et les carènes propodales latérales généralement indistinctes ainsi que le creux métanotal large et apicalement tronqué. Les ailes antérieures sont, modérément ou fortement, uniformément ou partiellement, infusées, c'est-à-dire teintées d'un noir délavé. Leur bordure est munie de cils courts mais distincts. La cellule radiale est fermée le long du bord de l'aile. La veine 2r des ailes antérieures possède généralement un moignon de veine médiane proéminent projeté antérolatéralement,.
Certaines espèces induisent des galles sur les feuilles, tandis que d'autres induisent des galles sur les tiges ou les pousses adventives. Selon l'espèce de guêpe, les galles peuvent être à une ou plusieurs chambres, et détachables ou intégrales. Les galles formées par une espèce donnée peuvent généralement être distinguées de celles d'autres espèces par la forme, la taille, l'emplacement et l'ornementation lisse ou épineuse de la galle, ainsi que par l'identité de la plante hôte. Cependant, la morphologie de la galle peut être modifiée par la présence d'espèces inquilines.

## Biologie

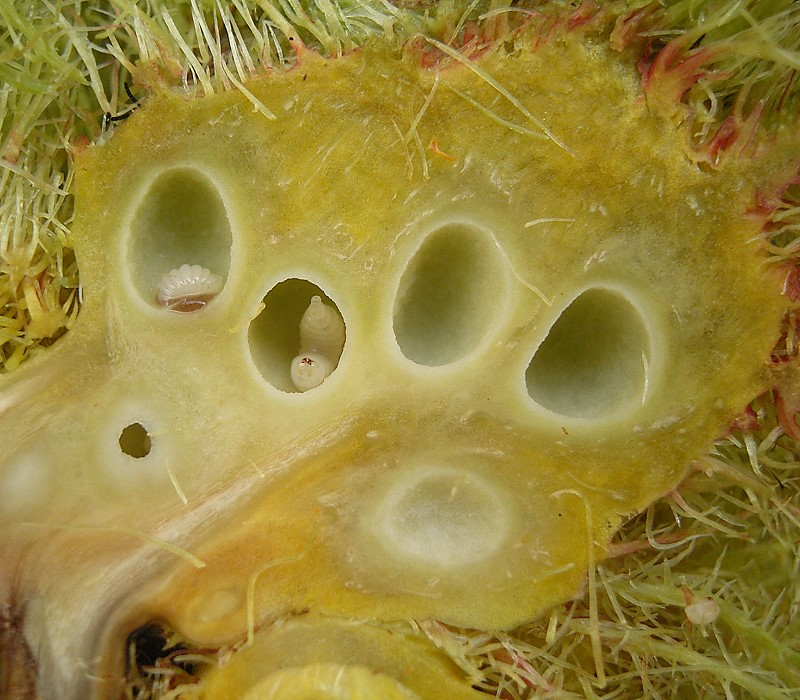
Partie interne du bédégar montrant les loges où vivent et se nourrissent les larves de Diplolepis rosae.

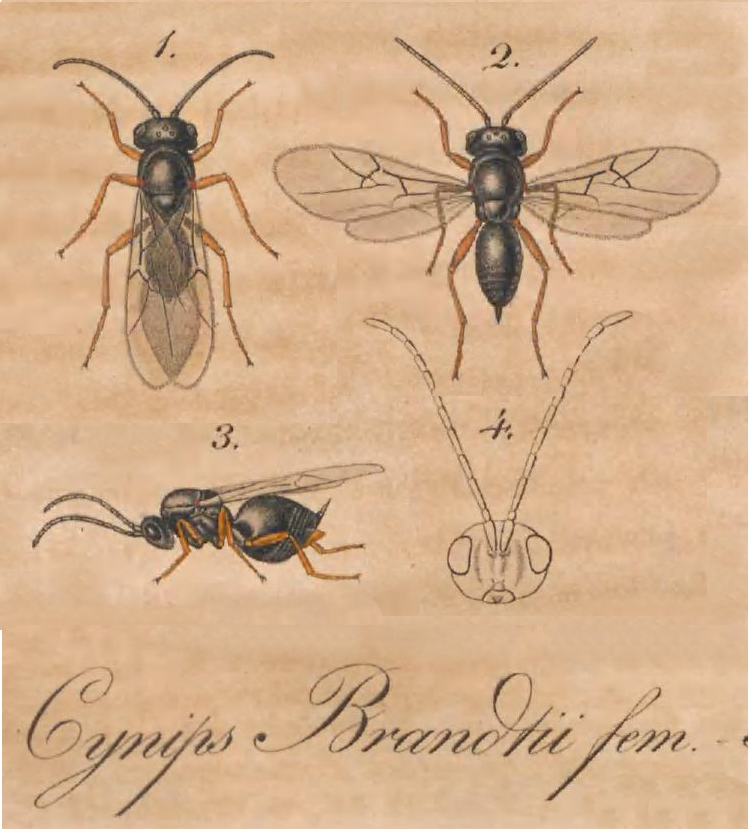
Periclistus brandtii, espèce inquiline de Diplolepis rosae au sein du bédégar.

Toutes les espèces de Diplolepis pondent des œufs et forment des galles uniquement sur les espèces de rosiers sauvages (Rosa) auxquels elles sont intimement inféodées. Elles sont généralement univoltines. La sortie des adultes des galles coïncide avec la disponibilité des tissus de la plante hôte nécessaires à la ponte et à la formation des galles ; cela peut être au printemps ou plus tard en été selon l'espèce. La durée de vie des adultes est de 5 à 12 jours, pendant lesquels ils s'accouplent et les femelles pondent leurs œufs. Les œufs sont attachés à 1 ou 2 cellules végétales et la formation de galles commence avant l'éclosion des œufs. Les larves sont entièrement entourées de leurs galles peu de temps après avoir commencé à se nourrir dans laquelle elle vivent pendant l'été en se nourrissant de tissus galliques, et deviennent matures au début de l'automne. Elles y hivernent sous la forme de pré-nymphes et terminent leur nymphose au printemps. Les adultes se frayent un chemin hors des galles.
Les galles hébergent en plus des espèces inquilines qui l'envahissent et l'occupent sans parasiter la larve de l'espèce inductrice, bien que cette dernière meure souvent à cause de l'activité de l'inquiline. Les espèces du genre Periclistus sont les inquilines les plus communes trouvées dans les galles de Diplolepis et peuvent occuper plus de la moitié des loges. Les inductrices comme les inquilines sont les proies d'espèces de guêpes parasitoïdes des familles Eulophidae, Eurytomidae, Chalcididae, Pteromalidae, Torymidae, et Ichneumonidae.

## Impact parasitaire
Les espèces de Diplolepis sont connues pour causer des galles principalement sur les rosiers sauvages. Des infections accidentelles sur Rosa rugosa cultivée et ses hybrides ont été signalées en Amérique du Nord, mais aucune des espèces de Diplolepis n'est devenue un ravageur sérieux des cultivars de rosiers.

Quelques galles produites par Diplolepis
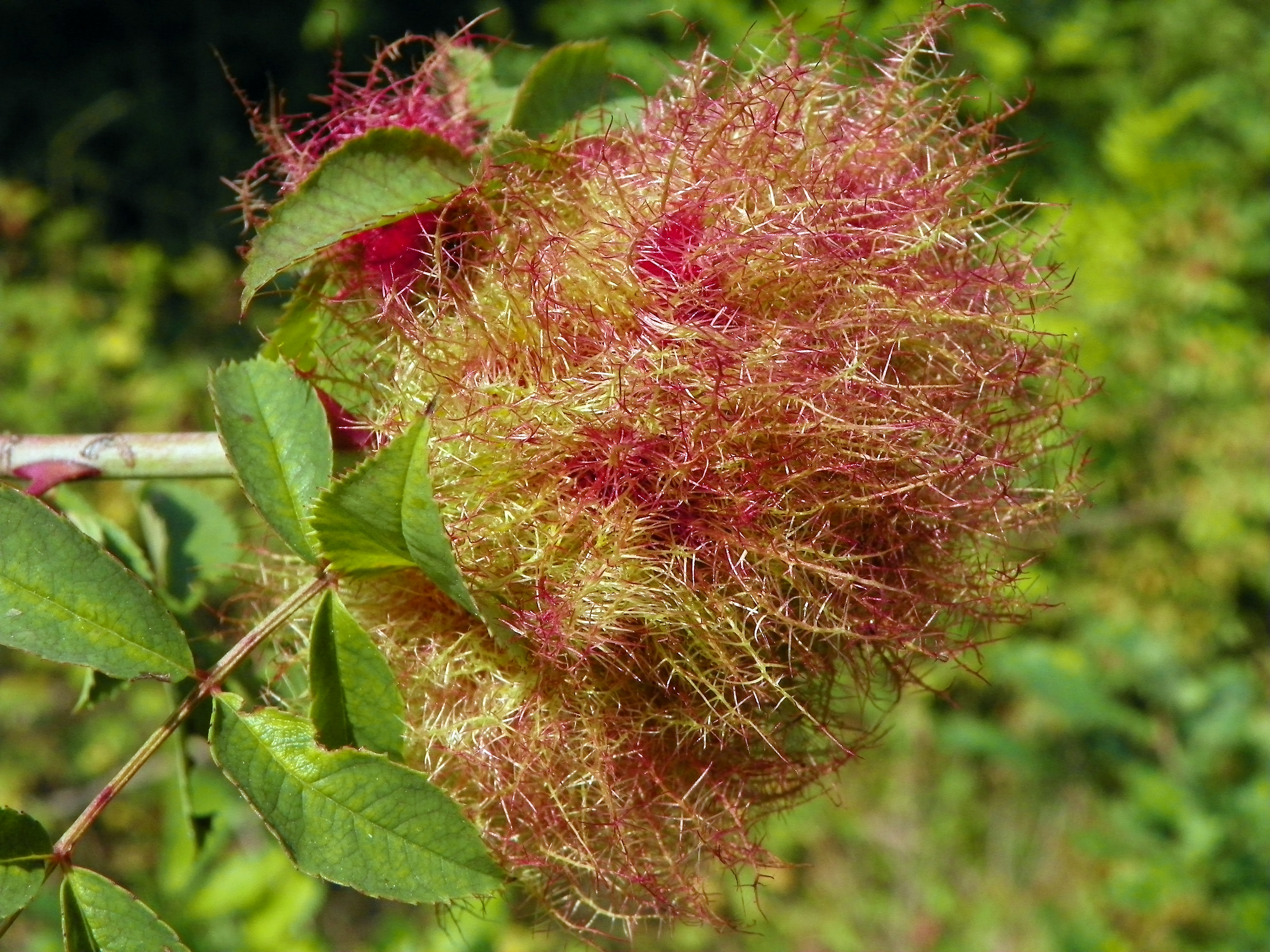
Galle de Diplolepis rosae nommée « bédégar ».
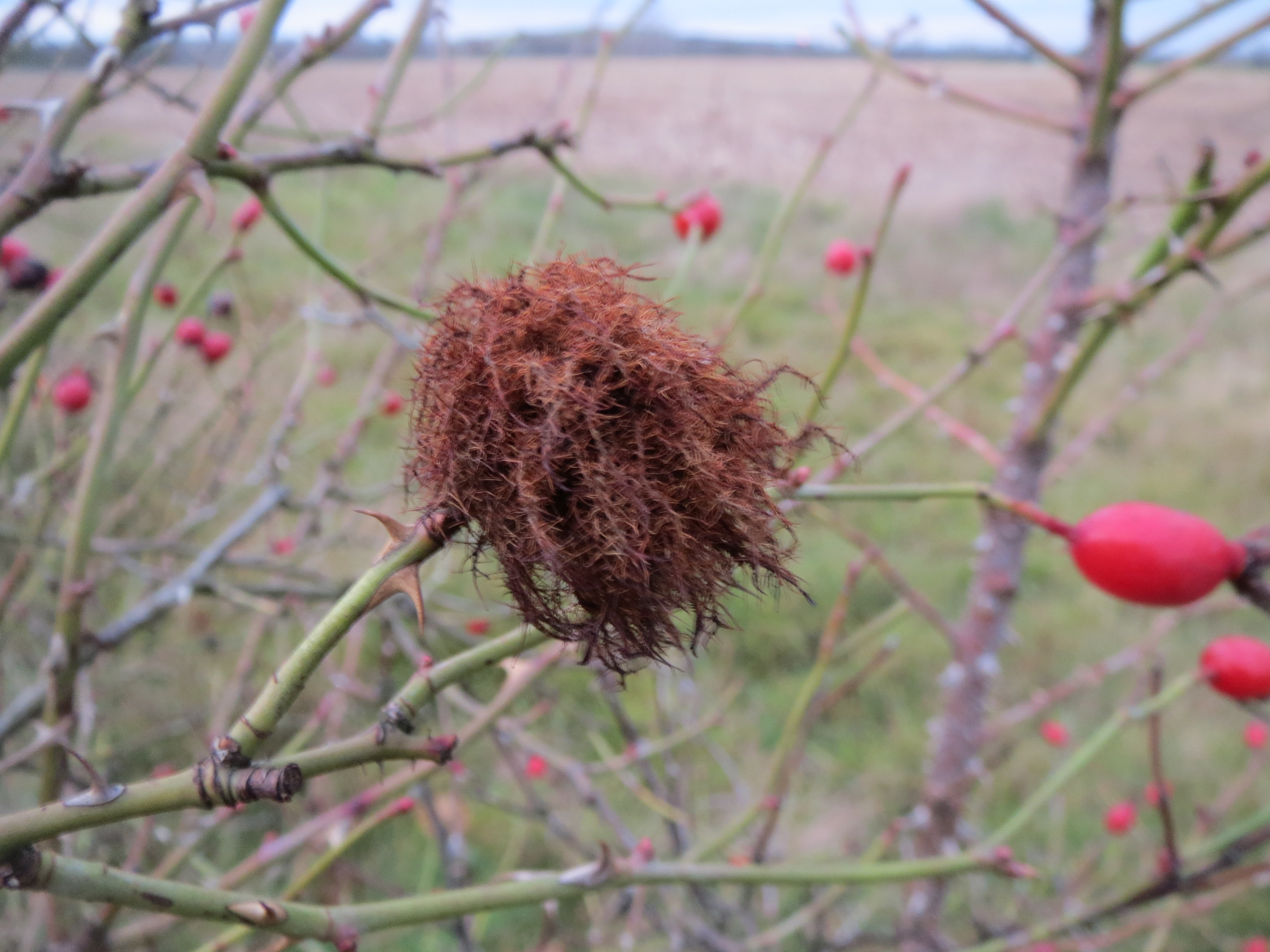
Aspect hivernal du bédégar.
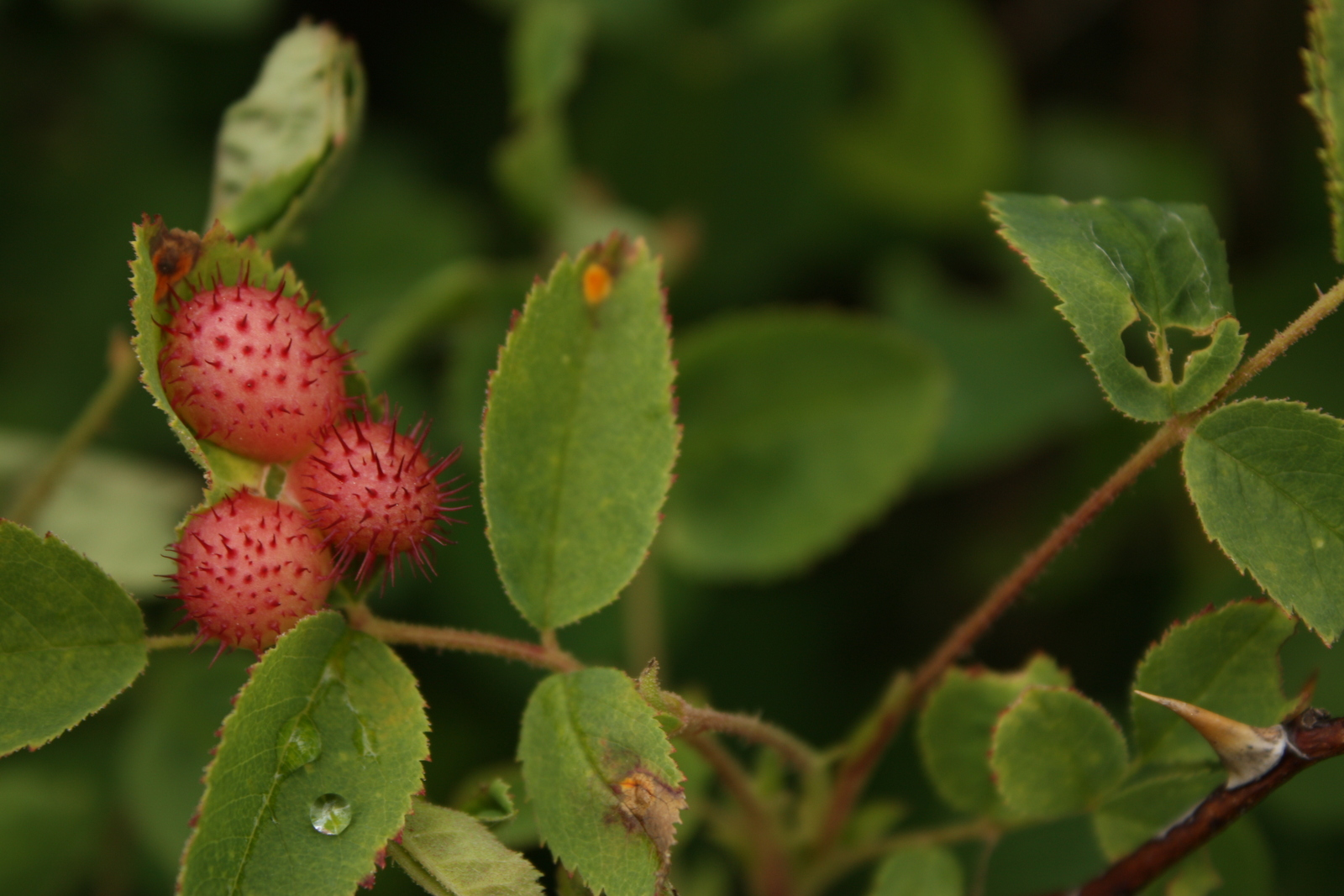
Galle de Diplolepis bicolor.
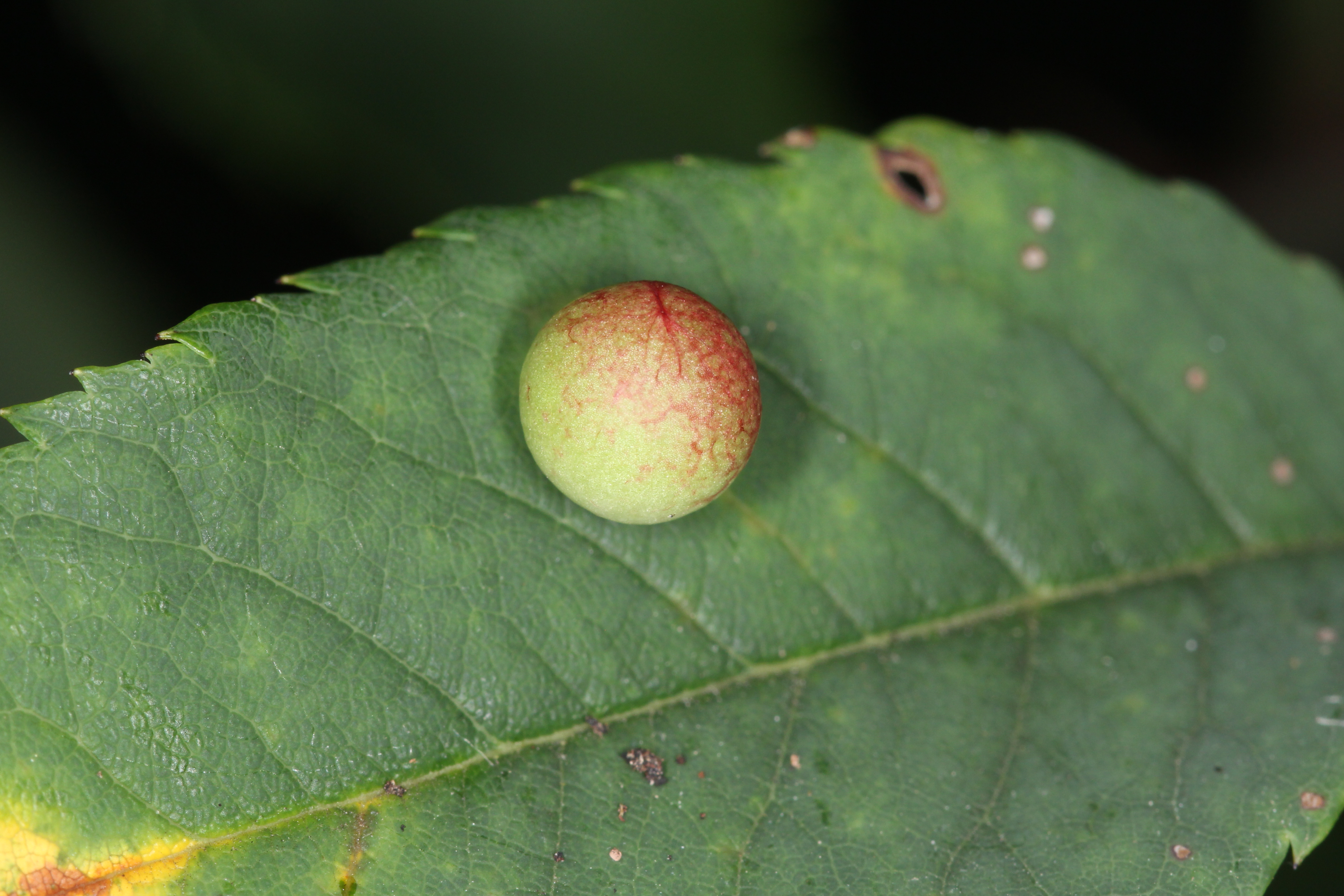
Galle de Diplolepis eglanteriae.
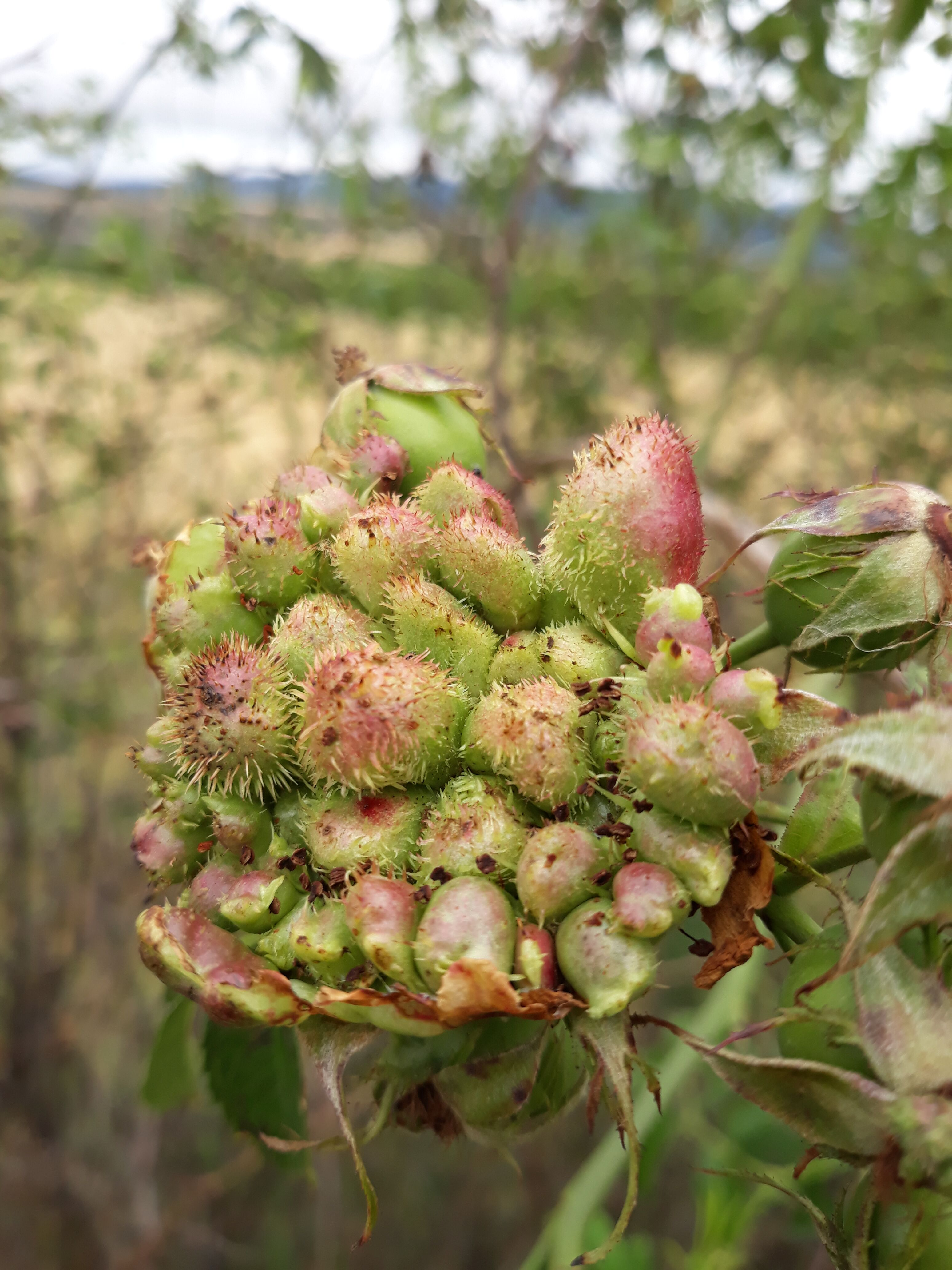
Galle de Diplolepis fructuum.
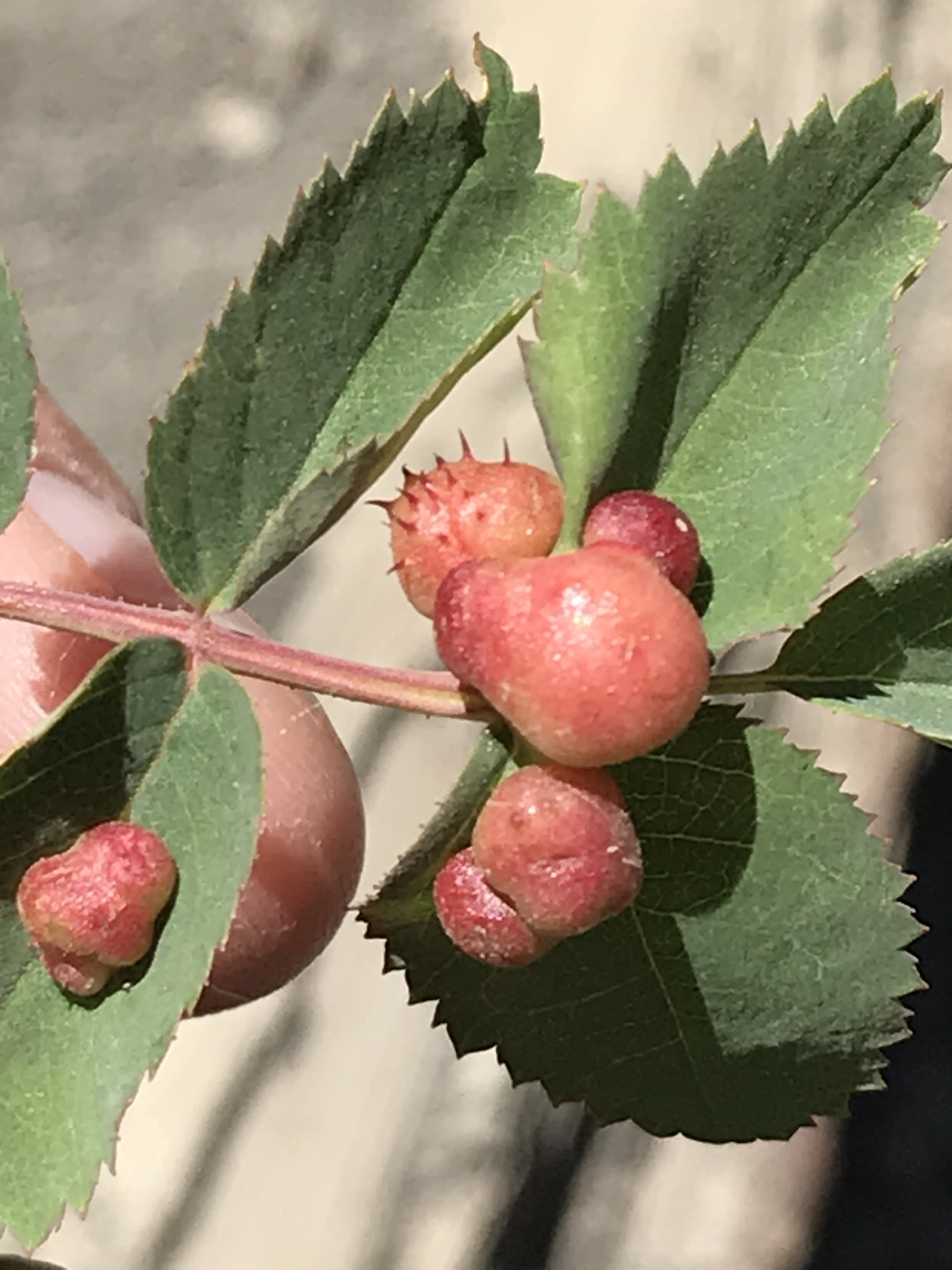
Galle de Diplolepis ignota.
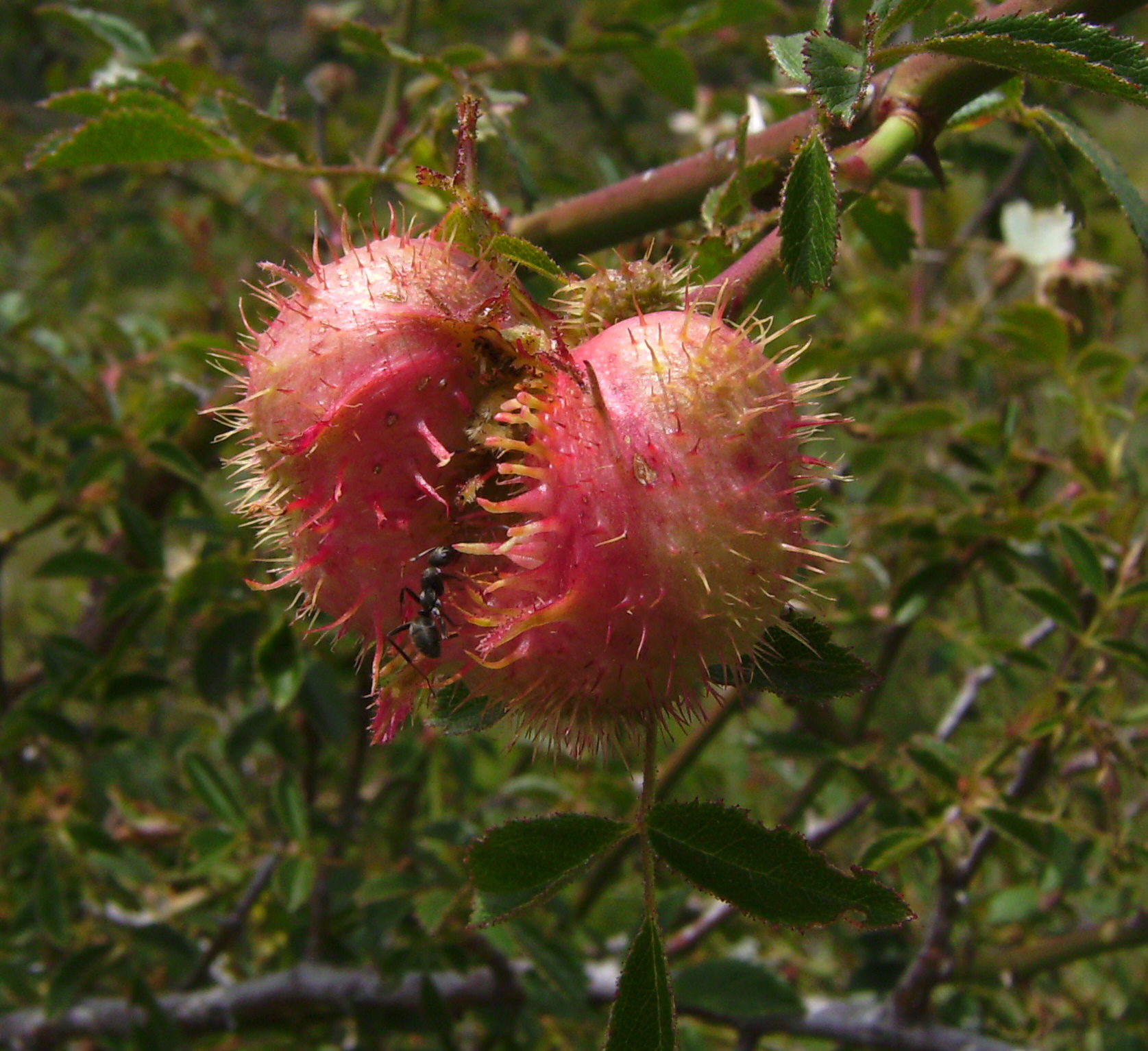
Galle de Diplolepis mayri.
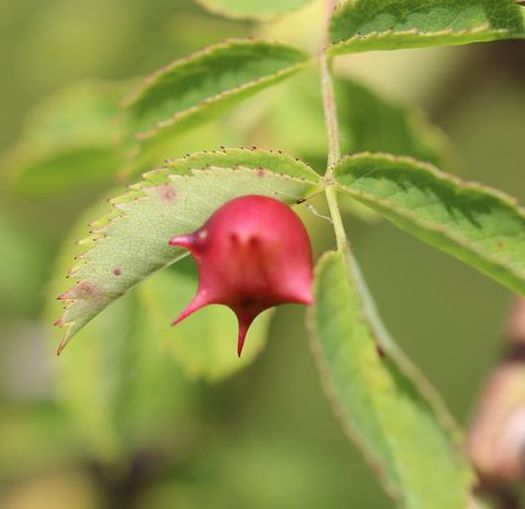
Galle de Diplolepis nervosa.
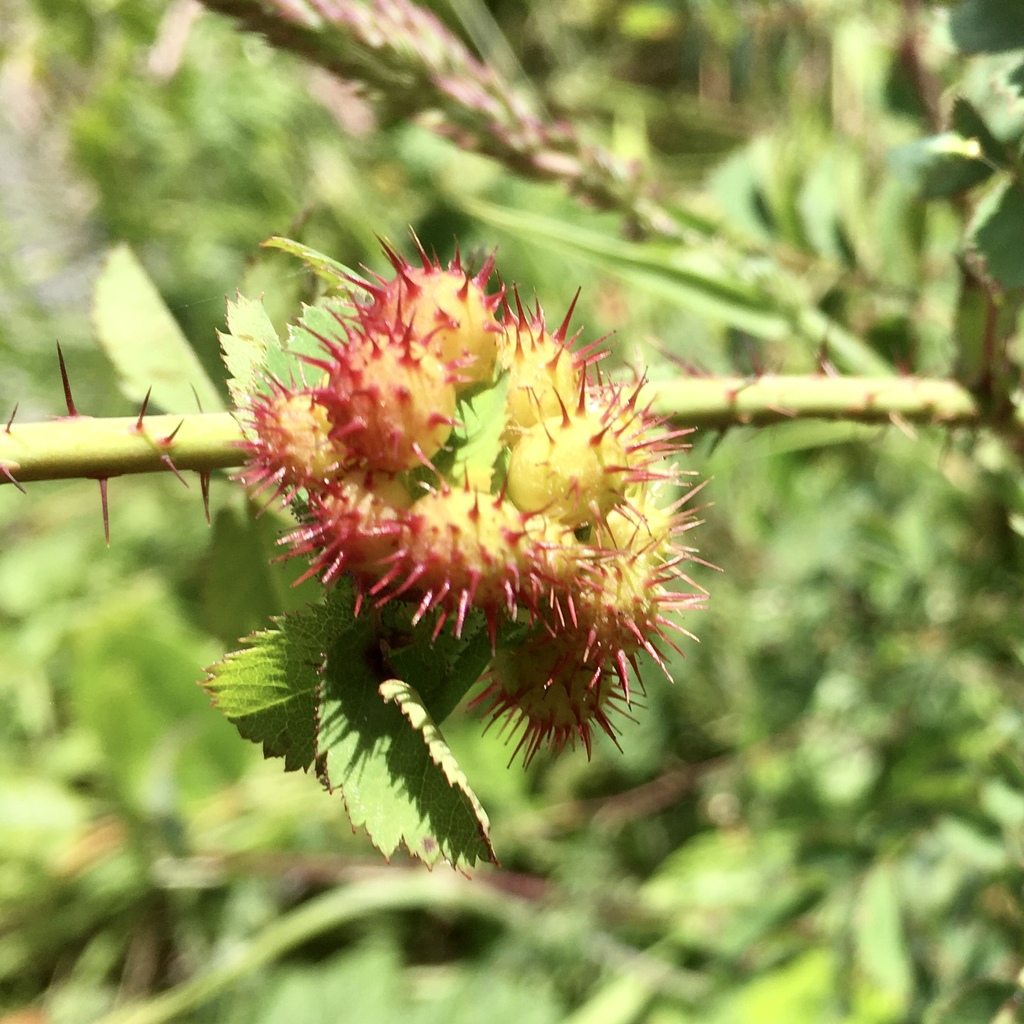
Galle de Diplolepis polita.
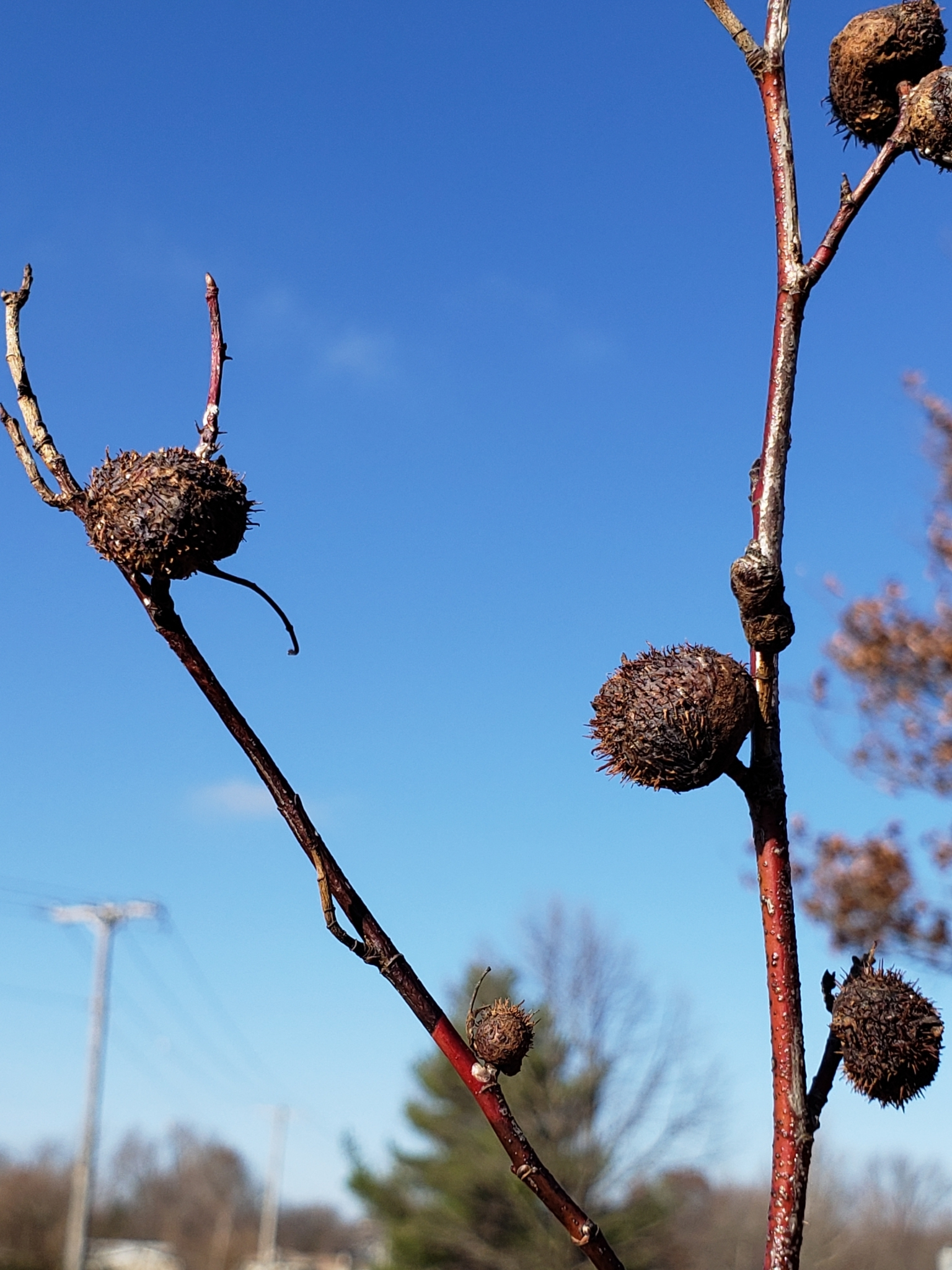
Galle de Diplolepis spinosa.
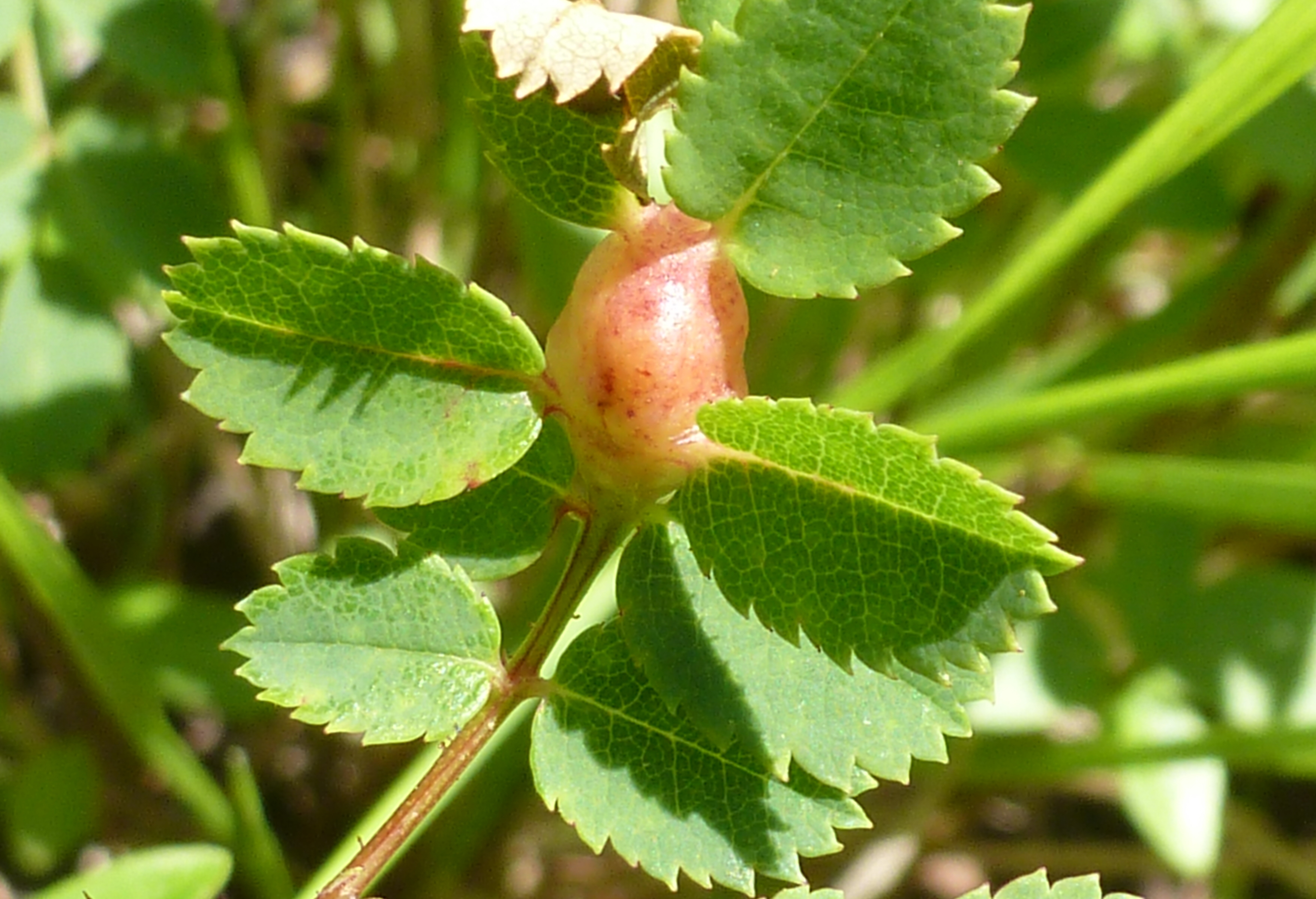
Galle de Diplolepis spinosissima.

## Espèces rencontrées en Europe
- Diplolepis eglanteriae
- Diplolepis fructuum
- Diplolepis mayri
- Diplolepis nervosa
- Diplolepis rosae
- Diplolepis spinosissimae

## Ensemble des espèces
Liste des espèces selon Ronquist et al. (2015) et Zhu Qifan et al. (2021) :
- Diplolepis abei
- Diplolepis arefacta
- Diplolepis ashmeadi
- Diplolepis bassetti
- Diplolepis bicolor
- Diplolepis californica
- Diplolepis dichlocera
- Diplolepis eglanteriae
- Diplolepis flaviabdomenis
- Diplolepis fructuum
- Diplolepis fulgens
- Diplolepis fusiformans
- Diplolepis gracilis
- Diplolepis hunanensis
- Diplolepis ignota
- Diplolepis inconspicuis
- Diplolepis japonica
- Diplolepis lens
- Diplolepis mayri
- Diplolepis minoriabdomenis
- Diplolepis nebulosa
- Diplolepis neglecta
- Diplolepis nervosa
- Diplolepis nigriceps
- Diplolepis nitida
- Diplolepis nodulosa
- Diplolepis oregonensis
- Diplolepis ostensackeni
- Diplolepis polita
- Diplolepis pustulatoides
- Diplolepis radicum
- Diplolepis radoszkowskii
- Diplolepis rosae
- Diplolepis rosaefolii
- Diplolepis similis
- Diplolepis spinosa
- Diplolepis spinosissimae
- Diplolepis terrigena
- Diplolepis triforma
- Diplolepis tuberculatrix
- Diplolepis tumida
- Diplolepis valtonyci
- Diplolepis variabilis
- Diplolepis variegata
- Diplolepis verna
- Diplolepis weldi